# キャンディド・レコード
キャンディド・レコード（Candid Records）は、ニューヨークで初めて設立されたジャズ・レコード・レーベルである。

## 初期のキャンディド・レコード
キャンディド・ジャズ・レーベルは、アーチー・ブレイヤーが所有するケイデンス・レコードの子会社として1960年にニューヨークに設立された。ジャズ・ライターで公民権運動家のナット・ヘントフがレーベル（A&R）ディレクターだったため、当時流行していたジャズ音楽を代表するカタログを作成しようとした。ヘントフはまた、グラフィック・デザイナーで写真家のフランク・ガウナと協力して、キャンディドの特徴的なアルバム・カバーを作成した。
キャンディドのカタログには、ドン・エリス、アビー・リンカーン、ブッカー・リトル、チャールズ・ミンガス、セシル・テイラーが含まれていた。1964年、経営難のため、アーチー・ブライヤーはキャンディド・レコードの親会社であるケイデンス・レコードを閉鎖し、ケイデンスの全カタログ（キャンディド・レコードの録音を含む）をポップ歌手のアンディ・ウィリアムスに売却することを選択した。ウィリアムスは、1970年代から1980年代後半にかけて自身がオーナーを務めるバーナビー・レーベルからカタログを再発するか、外国のレコード会社にライセンスを供与した。

## キャンディド・レコードUK
1989年に、キャンディドの録音はブラック・ライオン・レコードに買収され、ヴィンテージの録音がCDで再発され、新しいレコーディング作品も次々と制作された。新しいキャンディド・レコード (UK) のカタログには、グレッグ・エイベート、ケニー・バロン、ルイス・ボニーラ、アート・ホーディス、リー・コニッツ、デイヴ・リーブマン、ショーティ・ロジャース、バド・シャンク、モンゴ・サンタマリア、シャーリー・スコット、そして数多くの新たなジャズの才能が含まれるように拡大された。